# Raión de Mijáilovka (Volgogrado)
El raión de Mijáilovka (ruso: Миха́йловский райо́н) es un distrito administrativo (raión) ruso perteneciente a la óblast de Volgogrado. Se ubica en el noroeste de la óblast. Su capital es Mijáilovka, que a efectos de desoncentración administrativa no forma parte del raión, sino que está constituida como una unidad territorial directamente subordinada a la óblast. Desde 2012, la ciudad y el raión de Mijáilovka comparten un mismo autogobierno local, cuyo ayuntamiento tiene desde 2024 la forma jurídica de ókrug municipal.
En 2021, las 54 localidades que forman el raión administrativo sumaban una población de 23 684 habitantes. El ókrug municipal tenía ese año una población total de 84 535 habitantes, sumando al raión administrativo la población de la ciudad de Mijáilovka y el asentamiento de tipo urbano de Sebrovo, las dos localidades que conjuntamente forman el territorio administrativo urbano propio de Mijáilovka.
El principal curso de agua del raión es el río Medvéditsa, que fluye por el territorio distrital de este a sur.

## Subdivisiones
El territorio del raión administrativo, que no incluye la ciudad de Mijáilovka, se divide en quince unidades administrativas rurales (selsoviet), cuyos límites son muy similares a los catorce asentamientos rurales que existían hasta 2012. Los antiguos asentamientos rurales tenían autogobierno local propio, mientras que las actuales unidades administrativas son áreas de organización del ayuntamiento del ókrug municipal de Mijáilovka. Hay un total de 54 localidades rurales en el raión administrativo. Las quince unidades administrativas rurales son las siguientes:
- Archedínskaya
- Bezymianka
- Bolshói
- Yetérevskaya
- Karaguichevski
- Katasónov
- "Oktiabrski" (con sede en Plótnikov 2-i)
- Otrádnoye
- Razdory
- "Rakovski" (con sede en Sújov 2-i)
- Sekachi (antes de 2012 en "Oktiabrski")
- Sennói
- Sidorý
- "Sovjoz" (con sede en Rekonstrúktsiya)
- Troitski